# Новохопёрский район
Новохопёрский райо́н — административно-территориальная единица (район) и муниципальное образование (муниципальный район) на востоке Воронежской области России.
Административный центр — город Новохопёрск.

## География
Новохопёрский район расположен в северо-восточной части Воронежской области и граничит с севера — с Грибановским; с юга — с Воробьёвским; с запада — с Таловским и Аннинским; с юго-запада — с Бутурлиновским; с востока — с Поворинским районами области, а также с Волгоградской областью.
Расстояние от областного центра — 200 км. Площадь — 2340 км². Основные реки — Татарка, Савала, Хопёр, Елань.

## История
Новохопёрский район образован 30 июля 1928 года постановлением ВЦИК и СНК РСФСР.

## Население
| 1989    | 2002    | 2009    | 2010    | 2011    | 2012    |
| ------- | ------- | ------- | ------- | ------- | ------- |
| 50 684  | ↘45 074 | ↘39 987 | ↗41 128 | ↘40 965 | ↘40 333 |
| 2013    | 2014    | 2015    | 2016    | 2017    | 2018    |
| ↘39 750 | ↘39 288 | ↘38 787 | ↘38 333 | ↘38 018 | ↘37 953 |
| 2021    | 2025    |         |         |         |         |
| ↘36 148 | ↘34 306 |         |         |         |         |

Население на 1 января 2020 года составляет: 37 013

### Урбанизация
В городских условиях (город Новохопёрск, рабочие посёлки Елань-Коленовский и Новохопёрский) проживают 47.67 % населения района.

### Национальный состав
По итогам переписи населения 2020 года проживали следующие национальности (национальности менее 0,1 % и другое, см. в сноске к строке «Другие»):
| Национальность | Численность, чел. | Доля     |
| -------------- | ----------------- | -------- |
| Русские        | 34 908            | 96,57 %  |
| Армяне         | 110               | 0,30 %   |
| Цыгане         | 108               | 0,30 %   |
| Украинцы       | 92                | 0,25 %   |
| Азербайджанцы  | 88                | 0,24 %   |
| Чуваши         | 69                | 0,19 %   |
| Гагаузы        | 48                | 0,13 %   |
| Узбеки         | 46                | 0,13 %   |
| Чеченцы        | 39                | 0,11 %   |
| Другие         | 640               | 1,78 %   |
| Итого          | 36 148            | 100,00 % |

## Муниципально-территориальное устройство
В Новохопёрский муниципальный район входят 11 муниципальных образований, в том числе 2 городских и 9 сельских поселений:
| №  | Муниципальное образование             | Административный центр            | Количество населённых пунктов | Население | Площадь, км2 |
| -- | ------------------------------------- | --------------------------------- | ----------------------------- | --------- | ------------ |
| 1  | городское поселение город Новохопёрск | город Новохопёрск                 | 18                            | ↘15 614   | 599,70       |
| 2  | Елань-Коленовское городское поселение | рабочий посёлок Елань-Коленовский | 3                             | ↘3274     | 20,80        |
| 3  | Коленовское сельское поселение        | село Елань-Колено                 | 17                            | ↘5534     | 446,62       |
| 4  | Краснянское сельское поселение        | село Красное                      | 2                             | ↗3146     | 138,00       |
| 5  | Михайловское сельское поселение       | посёлок Михайловский              | 5                             | ↘887      | 209,00       |
| 6  | Новопокровское сельское поселение     | посёлок Новопокровский            | 8                             | ↗1398     | 132,00       |
| 7  | Пыховское сельское поселение          | село Пыховка                      | 3                             | ↗1189     | 204,00       |
| 8  | Терновское сельское поселение         | посёлок Терновский                | 4                             | ↘770      | 114,00       |
| 9  | Троицкое сельское поселение           | село Троицкое                     | 2                             | ↘1760     | 198,81       |
| 10 | Центральское сельское поселение       | посёлок Централь                  | 3                             | ↘771      | 123,00       |
| 11 | Ярковское сельское поселение          | село Ярки                         | 2                             | ↘1620     | 148,00       |

Законом Воронежской области от 25 ноября 2011 года № 161-ОЗ, преобразованы, путём объединения:
- городское поселение — город Новохопёрск, Новохопёрское городское поселение, Алфёровское, Каменно-Садовское, Новоильменское и Русановское сельские поселения в городское поселение город Новохопёрск;
- Коленовское, Берёзовское, Долиновское и Подосиновское сельские поселения в Коленовское сельское поселение с административным центром в селе Елань-Колено;
- Михайловское и Полежаевское сельские поселения в Михайловское сельское поселение с административным центром в посёлке Михайловский;
- Подгоренское и Ярковское сельские поселения в Ярковское сельское поселение с административным центром в селе Ярки;
- Пыховское и Бурляевское сельские поселения в Пыховское сельское поселение с административным центром в селе Пыховка.

## Населённые пункты
В Новохопёрском районе 66 населённых пунктов.
| №  | Населённый пункт  | Тип                             | Население | Муниципальное образование             |
| -- | ----------------- | ------------------------------- | --------- | ------------------------------------- |
| 1  | Аверинка          | посёлок                         | 51        | Центральское сельское поселение       |
| 2  | Алексеевский      | посёлок                         | 22        | Коленовское сельское поселение        |
| 3  | Алфёровка         | село                            | ↘713      | городское поселение город Новохопёрск |
| 4  | Башковский        | посёлок                         | ↘22       | Новопокровское сельское поселение     |
| 5  | Берёзовка         | посёлок                         | 352       | Коленовское сельское поселение        |
| 6  | Богдань           | хутор                           | ↘39       | городское поселение город Новохопёрск |
| 7  | Большевик         | посёлок                         | ↘171      | городское поселение город Новохопёрск |
| 8  | Бороздиновский    | посёлок                         | 675       | Новопокровское сельское поселение     |
| 9  | Бурляевка         | село                            | ↘351      | Пыховское сельское поселение          |
| 10 | Варварино         | посёлок                         | ↘165      | городское поселение город Новохопёрск |
| 11 | Владимировка      | посёлок                         | 7         | Пыховское сельское поселение          |
| 12 | Глинкино          | посёлок                         | →1        | городское поселение город Новохопёрск |
| 13 | Димитровский      | посёлок                         | 82        | Коленовское сельское поселение        |
| 14 | Долгинка          | посёлок                         | ↘90       | Терновское сельское поселение         |
| 15 | Долиновский       | посёлок                         | 385       | Коленовское сельское поселение        |
| 16 | Еланский          | посёлок                         | ↘75       | городское поселение город Новохопёрск |
| 17 | Еланский          | посёлок                         | 104       | Коленовское сельское поселение        |
| 18 | Елань-Колено      | село                            | ↘4365     | Коленовское сельское поселение        |
| 19 | Елань-Коленовский | рабочий посёлок                 | ↘3274     | Елань-Коленовское городское поселение |
| 20 | Ёлка              | посёлок                         | 0         | Коленовское сельское поселение        |
| 21 | Жёлтые Пруды      | посёлок                         | →49       | Коленовское сельское поселение        |
| 22 | Замельничный      | хутор                           | ↘327      | городское поселение город Новохопёрск |
| 23 | Заря              | посёлок                         | ↗6        | Коленовское сельское поселение        |
| 24 | Ивановка          | деревня                         | ↘13       | городское поселение город Новохопёрск |
| 25 | Калиново          | посёлок                         | ↘20       | городское поселение город Новохопёрск |
| 26 | Каменка-Садовка   | село                            | ↘607      | городское поселение город Новохопёрск |
| 27 | Камышановский     | посёлок                         | 147       | Центральское сельское поселение       |
| 28 | Карачановский     | посёлок                         | ↘74       | Коленовское сельское поселение        |
| 29 | Красное           | село                            | ↘2382     | Краснянское сельское поселение        |
| 30 | Ленинский         | посёлок                         | 245       | Новопокровское сельское поселение     |
| 31 | Лепёхинка         | посёлок                         | ↘74       | Терновское сельское поселение         |
| 32 | Михайловский      | посёлок                         | 435       | Михайловское сельское поселение       |
| 33 | Московский 2-й    | посёлок                         | →58       | Новопокровское сельское поселение     |
| 34 | Некрылово         | посёлок                         | ↘762      | Краснянское сельское поселение        |
| 35 | Некрыловский      | посёлок                         | 141       | Коленовское сельское поселение        |
| 36 | Новоильменский    | посёлок                         | ↘31       | городское поселение город Новохопёрск |
| 37 | Новопокровский    | посёлок                         | ↘436      | Новопокровское сельское поселение     |
| 38 | Новоржавец        | посёлок                         | 29        | Троицкое сельское поселение           |
| 39 | Новохопёрск       | город                           | ↘5488     | городское поселение город Новохопёрск |
| 40 | Новохопёрский     | рабочий посёлок                 | ↘7592     | городское поселение город Новохопёрск |
| 41 | Озёрный           | посёлок                         | 239       | городское поселение город Новохопёрск |
| 42 | Пески             | посёлок                         | 1         | Коленовское сельское поселение        |
| 43 | Пионерский        | посёлок                         | 135       | Михайловское сельское поселение       |
| 44 | Плаутино          | посёлок                         | ↗22       | городское поселение город Новохопёрск |
| 45 | Подгорное         | село                            | ↘765      | Ярковское сельское поселение          |
| 46 | Подосиновка       | село                            | ↘449      | Коленовское сельское поселение        |
| 47 | Полежаевский      | посёлок                         | 444       | Михайловское сельское поселение       |
| 48 | Половцево         | посёлок железнодорожной станции | 78        | городское поселение город Новохопёрск |
| 49 | Половцево         | посёлок                         | 585       | городское поселение город Новохопёрск |
| 50 | Пыховка           | село                            | ↗1243     | Пыховское сельское поселение          |
| 51 | Русаново          | село                            | ↘444      | городское поселение город Новохопёрск |
| 52 | Синичкин          | посёлок                         | 10        | Михайловское сельское поселение       |
| 53 | Согласие          | посёлок                         | ↘0        | Елань-Коленовское городское поселение |
| 54 | Соколовский       | посёлок                         | 66        | Коленовское сельское поселение        |
| 55 | Соловки           | посёлок                         | 9         | Коленовское сельское поселение        |
| 56 | Солонцов          | посёлок                         | 29        | Михайловское сельское поселение       |
| 57 | Сорокинский       | посёлок                         | →30       | Новопокровское сельское поселение     |
| 58 | Сосновский        | посёлок                         | →26       | Новопокровское сельское поселение     |
| 59 | Студёный          | посёлок                         | 57        | Коленовское сельское поселение        |
| 60 | Терновский        | посёлок                         | 794       | Терновское сельское поселение         |
| 61 | Троицкое          | село                            | ↘1965     | Троицкое сельское поселение           |
| 62 | Тулучеевка        | посёлок                         | ↘48       | Терновское сельское поселение         |
| 63 | Централь          | посёлок                         | 700       | Центральское сельское поселение       |
| 64 | Шевлягинский      | посёлок                         | →50       | Новопокровское сельское поселение     |
| 65 | Щепетное          | посёлок                         | 0         | Коленовское сельское поселение        |
| 66 | Ярки              | село                            | ↘1720     | Ярковское сельское поселение          |

Упразднённые населённые пункты:
- 2004 год — посёлки Березовка, Новокутковский, Трудартель, Рожновка и Рыбкин[30].
- 2005 год — посёлки Константиновский, Ильменского откормсовхоза, 2-го отделения совхоза «Михайловский», Конопляновка и Плодокомбината[31].
- 2024 год — посёлок Горелые Ольхи.

## Экономика
Площадь сельскохозяйственных угодий района составляет 173,75 тыс. га, в том числе пашни — 109,73 тыс. га. На территории района в отрасли АПК ведут свою деятельность 15 сельскохозяйственных предприятий, 80 КФХ (крестьянских фермерских хозяйств). Основное производственное направление — получение продукции растениеводства, в 3 сельхозпредприятиях занимаются производством животноводческой продукции.
Ведущей отраслью в районе является пищевая и перерабатывающая промышленность. В общем объёме промышленного производства 94 % составляет производство пищевых продуктов. На территории района действует 7 промышленных предприятий, производящих сахар, спирт, растительное и животное масло, цельномолочную продукцию, хлебобулочные изделия и др.

## Значимые события
В 2015 году Новохопёрский Храм отметил своё 150- летие. В свой юбилей он встретил преображенным, он в буквальном смысле слова светится. Открылось новое здание полиции, уникальное по своему техническому оснащению. Открыт филиал АУ МФЦ — « Мои документы», теперь граждане могут гораздо быстрее, без проволочек получать ряд услуг по принципу «одного окна». Строится новый детский сад, свиноводческий комплекс.

## Достопримечательности
- Свято-Воскресенская церковь в г. Новохопёрск.
- Хопёрский государственный природный заповедник.

Физкультурно- оздоровительный комплекс.
Бассейн «Фрегат»
Парк им. Краузе
Центральная площадь города

## Археология
На территории Елкинского горного отвода найдено захоронение, относящееся к 15 веку до нашей эры. В шурфах по старому берегу Елани найдена древняя лепная керамика срубной культуры середины второго тысячелетия до нашей эры.

## Известные люди
- Алексей Николаевич Махотин (р. 1961) — Герой России.
- Анатолий Иванович Потапов (1935—2013) — министр здравоохранения РСФСР в 1986—1990 гг.
- Василий Григорьевич Трушечкин (1923—2012) — Герой Советского Союза.
- Анатолий Иванович Щуров (р. 1937) — Герой Социалистического Труда[33].
- Адам Петрович Турчинский (1897 - 1979) -  советский военачальник, Герой Советского Союза.
- Степан Михайлович Заборьев (1921 - 1945) - танкист-ас, Герой Советского Союза.
- Иван Петрович Губанов - Герой Советского Союза.
- Иван Кузьмич Шеин - Герой Советского Союза.
- Василий Петрович Хромых - Герой Советского Союза.
- Роман Спиридонович Машков - Герой Советского Союза.
- Игорь Иванович Крейзер - Герой Советского Союза.
- Анатолий Васильевич Иванов - Герой Советского Союза.
- Семён Григорьевич Жогов - Герой Советского Союза.
- Николай Пантелеевич Дунаев - Герой Советского Союза.